# 徐汇新村
徐汇新村，是中国上海市徐汇区漕溪北路上的一批高层居民楼的统称，行政上属徐家汇街道管理，是该街道下辖的社区之一。
徐汇新村于1975年6月20日动工修建，竣工于1976年12月，共由9栋南北向沿漕溪北路的高层居民大楼组成，其中北部有3幢16层（1994年加层至17层）居民大楼，南部有6幢13层（1994年加层至14层）大楼，总建筑面积共计7万多平方米。作为上海市第一批居民住宅高楼，这在文革时期的七十年代还是非常少见的。徐汇新村曾经在1994年以及2007年经过两次较大规模的整修。2015年，徐汇新村作为上海建设较早的高层居民住宅，被列入第五批上海市优秀历史建筑。
徐汇新村附近有上海体育馆、上海电影集团公司、华亭宾馆、徐光启墓等，距徐家汇商业中心仅1千米。

## 交通
轨道交通1号线、4号线上海体育馆站，轨道交通3号线漕溪路站。公交42、43、89、926路等。处于沪闵高架北部末端通往徐家汇方向的下匝道沿线。